# زلتن ایلیا
 زلتن ایلیا (انگلیسی: Zoltan Ilin؛ زاده ۳۰ ژانویه ۱۹۵۵) یک تنیس‌باز اهل یوگسلاوی است.